# Lola T100
Chronologie des modèles (1967 - 1968)
Lola Mk4A Lola T102
La Lola T100 est une monoplace de Formule 2 engagée par l'écurie allemande Bayerische Motoren Werke AG dans le cadre du Grand Prix d'Allemagne 1967, septième manche du championnat du monde de Formule 1 1967. Conçue par le constructeur britannique Lola Cars, dirigée par l'ingénieur Eric Broadley, la T100 est pilotée par les Britanniques David Hobbs et Brian Redman. Une version adaptée à la réglementation technique de la Formule 1 est aussi confiée à l'Allemand Hubert Hahne. 

## Historique
Lors des qualifications du Grand Prix d'Allemagne 1967, Hubert Hahne, pilotant une T100 adaptée à la Formule 1, équipée d'un moteur BMW et pneumatiques Dunlop, se qualifie en quatorzième position, à 28,7 secondes du temps de la pole position de la Lotus de Jim Clark. David Hobbs, pilote officiel de l'écurie Lola mais ne disposant que d'une version adaptée à la Formule 2 et équipée de pneumatiques Firestone, n'obtient que la vingt-deuxième place sur la grille de départ, à 42,1 secondes de Clark. Brian Redman, son coéquipier disposant d'un moteur Ford-Cosworth, n'effectue aucun tour chronométré et doit prendre le départ depuis la vingt-sixième et dernière place. En course, alors que Redman cède son châssis à Hobbs (qui garde toutefois son moteur BMW), le Britannique termine dixième et avant-dernier de l'épreuve, à deux tours du vainqueur Denny Hulme. Hubert Hahne se retrouve douzième à l'issue du premier tour, dépasse la BRM de Mike Spence le tour suivant, occupe ensuite la neuvième place à la fin de la quatrième boucle, puis est huitième au tour suivant, avant d'abandonner au sixième tour à la suite d'une défaillance de suspension alors qu'il était sixième,,.
Quelques semaines plus tard, le 16 septembre 1967, Brian Redman engage une version Formule 2 de la Lola T100 à l'International Gold Cup 1967, manche hors-championnat du monde de Formule 1 disputé sur le circuit d'Oulton Park. Le Britannique abandonne dès le premier tour à la suite de la casse de son moteur Ford-Cosworth. Lors de l'épreuve hors-championnat suivante, au Grand Prix d'Espagne, Redman, disposant cette fois-ci d'une monoplace configurée pour la Formule 1, termine huitième à deux tours de Jim Clark, alors que les deux pilotes BMW engagées pour l'occasion, Joseph Siffert et Hubert Hahne, abandonnent respectivement au quarante-cinquième et au trente-troisième tour à la suite d'une défaillance du moteur bavarois.
L'année suivante, le 22 mars 1968, le Britannique John Surtees à la Race of Champions 1968, disputée sur le circuit de Brands Hatch, au volant d'une T100 propulsée d'un moteur BMW mais ne prend pas le départ de l'épreuve en raison d'une fuite d'huile.
Le 12 mai, l'Espagnol Jorge de Bagration est engagé pour son Grand Prix national, deuxième manche du championnat du monde de Formule 1 1968, au volant d'une Lola T100 adaptée à la Formule 1 et équipée d'un moteur Ford-Cosworth et de pneumatiques Dunlop, engagée par l'Escuderia Calvo Sotello mais sa voiture étant indisponible, il ne prend pas le départ.

## Résultats en championnat du monde de Formule 1
| Saison | Écurie                      | Moteur               | Pneus     | Pilotes            | Courses | Courses | Courses | Courses | Courses | Courses | Courses | Courses | Courses | Courses | Courses | Courses | Points inscrits | Classement |
| Saison | Écurie                      | Moteur               | Pneus     | Pilotes            | 1       | 2       | 3       | 4       | 5       | 6       | 7       | 8       | 9       | 10      | 11      | 12      | Points inscrits | Classement |
| ------ | --------------------------- | -------------------- | --------- | ------------------ | ------- | ------- | ------- | ------- | ------- | ------- | ------- | ------- | ------- | ------- | ------- | ------- | --------------- | ---------- |
| 1967   | Bayerische Motoren Werke AG | BMW M12/3 L4         | Dunlop    |                    | AFS     | MON     | P-B     | BEL     | FRA     | GBR     | ALL     | CAN     | ITA     | USA     | MEX     |         | 0               | Non classé |
| 1967   | Bayerische Motoren Werke AG | BMW M12/3 L4         | Dunlop    | Hubert Hahne       |         |         |         |         |         |         | Abd     |         |         |         |         |         | 0               | Non classé |
| 1967   | Lola Cars                   | BMW M12/3 L4         | Firestone | David Hobbs        |         |         |         |         |         |         | 10e     |         |         |         |         |         | 0               | Non classé |
| 1967   | Lola Cars                   | Ford-Cosworth FVA L4 | Firestone | Brian Redman       |         |         |         |         |         |         | Np      |         |         |         |         |         | 0               | Non classé |
| 1968   | Escuderia Calvo Sotello     | Ford-Cosworth FVA L4 | Dunlop    |                    | AFS     | ESP     | MON     | BEL     | P-B     | FRA     | GBR     | ALL     | ITA     | CAN     | USA     | MEX     | 0               | Non classé |
| 1968   | Escuderia Calvo Sotello     | Ford-Cosworth FVA L4 | Dunlop    | Jorge de Bagration |         | Forf    |         |         |         |         |         |         |         |         |         |         | 0               | Non classé |

Légende : ici